# Жовтоголовий танагрик
Жовтоголовий танагрик (Chrysothlypis) — рід горобцеподібних птахів родини саякових (Thraupidae). Представники цього роду мешкають в Центральній і Південній Америці.

## Види
Виділяють два види:
- Танагрик колумбійський (Chrysothlypis salmoni)
- Танагрик жовтоголовий (Chrysothlypis chrysomelas)

## Етимологія
Наукова назва роду Chrysothlypis походить від сполучення слів дав.-гр. χρυσος — золото і θλυπις — пташка.